# Девдюк Тарас
Девдюк Тарас (1969) — український поет. Член Асоціації українських письменників.

## З біографії
Народився 28 липня 1969 р. у с. Тауйськ Магаданської обл. (Росія).
Закінчив Львівський національний університет ім. І. Франка. У 1998 р.поїхав до США. Оселився в Чикаго.

## Творчість
Автор збірок віршів:
- «Бенкет на голівці цвяха» (1993)
- «Ти, три хвилини тому» (2000)
- "Дерево навколо птаха" (2010)
- "З краплин, що з роси" (2013) — поетична трилогія.

Також є автором ряду текстів-хітів у жанрі авторської пісні.

## Нагороди й відзнаки
Лауреат 3-го всеукраїнського літературно-музичного фестивалю «Лір» (перша премія), лауреат конкурсу видавництва «Смолоскип» 1999 року.

## Інтернет-ресурси
- Девдюк Тарас [Архівовано 26 січня 2013 у Wayback Machine.]
- Девдюк Тарас. Творчість